# 陶努斯山麓利德巴赫
陶努斯山麓利德巴赫（德語：Liederbach am Taunus，發音：[ˈliːdɐbax ʔam ˈtaʊnʊs]）是德国黑森州达姆施塔特行政区美因-陶努斯县的市镇，面积6.2平方千米，2023年12月31日人口为9,109人。